# Ichthyomys
Az Ichthyomys az emlősök (Mammalia) osztályának rágcsálók (Rodentia) rendjébe, ezen belül a hörcsögfélék (Cricetidae) családjába tartozó nem.

## Rendszerezés
A nembe az alábbi 4 faj tartozik:
- Ichthyomys hydrobates Winge, 1891
- Ichthyomys pittieri Handley & Mondolfi, 1963
- Ichthyomys stolzmanni Thomas, 1893 - típusfaj
- Ichthyomys tweedii Anthony, 1921